# ألكساندرا إنغلهارت
ألكساندرا إنغلهارت (بالألمانية: Alexandra Engelhardt) (و. 1982  م) هي مصارعة الهواة ألمانية، ولدت في ميونخ، شاركت في الألعاب الأولمبية الصيفية 2012، والألعاب الأولمبية الصيفية 2008.

## روابط خارجية
- ألكساندرا إنغلهارت على موقع قاعدة بيانات المصارعة الدولية (الإنجليزية)
- ألكساندرا إنغلهارت على موقع اللجنة الأولمبية الدولية (الإنجليزية)
- ألكساندرا إنغلهارت على موقع أوليمبيديا (الإنجليزية)
- ألكساندرا إنغلهارت على موقع اللجنة الأولمبية الألمانية (الألمانية)